# EKO Cobra
EKO Cobra (Einsatzkommando Cobra), é a unidade especial contraterrorista da polícia federal austríaca. É uma unidade muito conhecida no exterior.

## Equipamentos
São muitos usadas as pistolas Glock,e o fuzil Steyr AUG, como armamento padrão desta unidade.

## Galeria

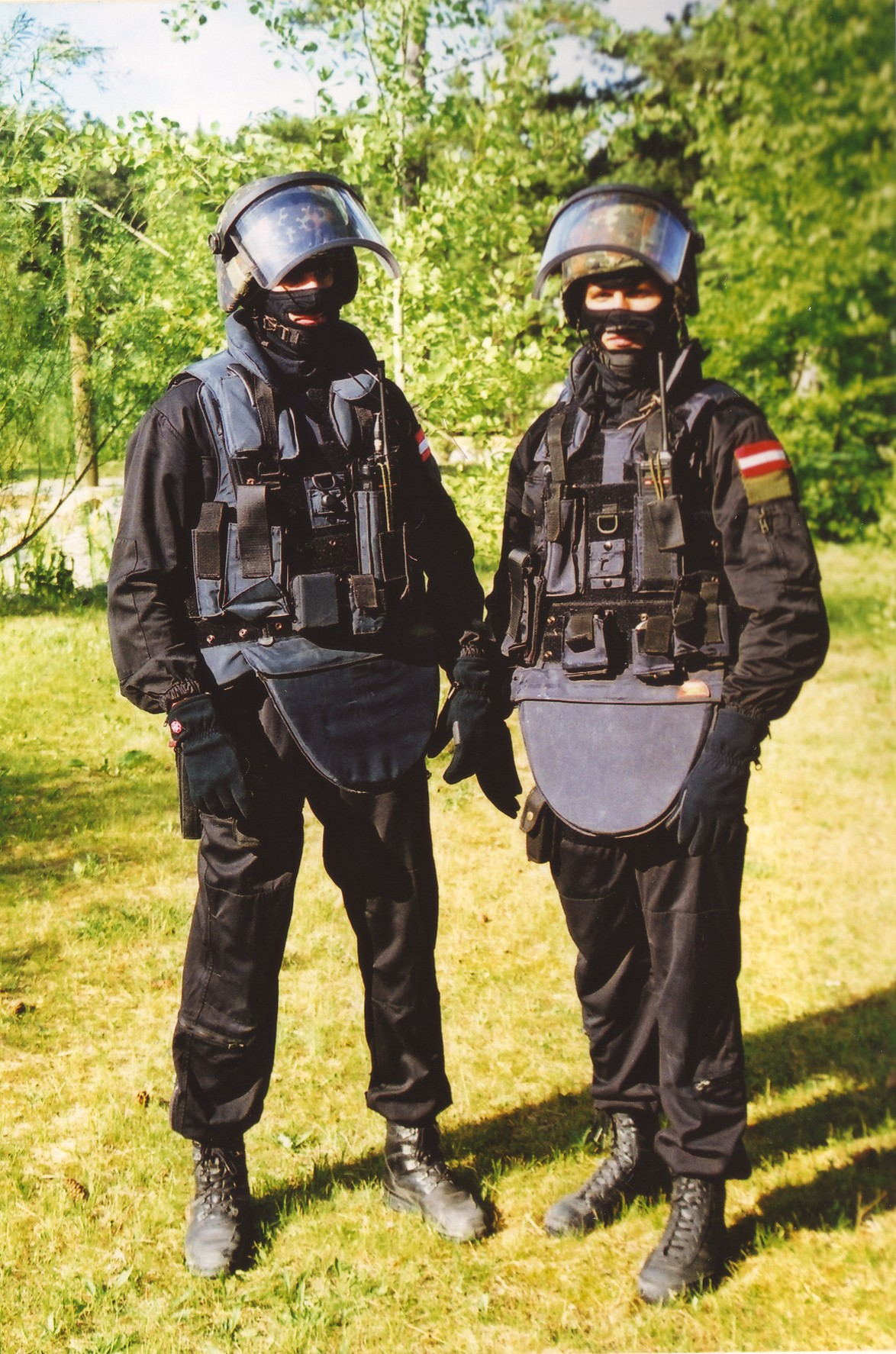
Membros da força especial
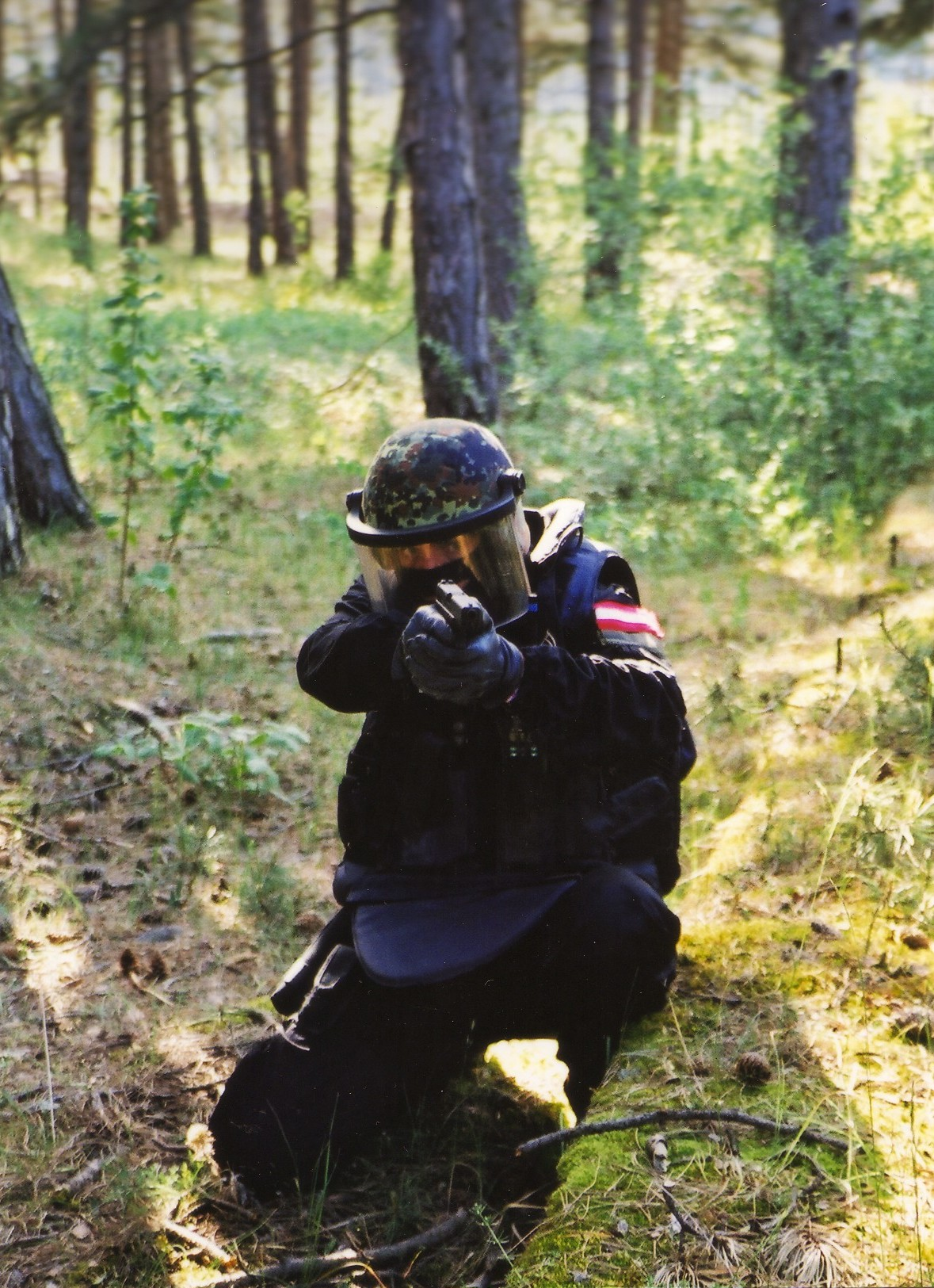
Um integrante em treinamento
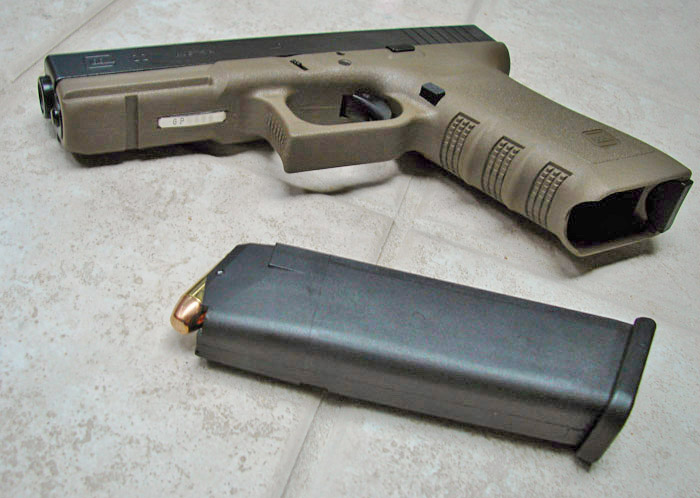
Pistola Glock, austríaca, padrão do EKO Cobra
Fuzil de assalto Steyr AUG A1, armamento padrão do EKO Cobra